# Willy Josefsson
Tage Jan Willy Josefsson, född 10 augusti 1946, är en svensk journalist och författare av kriminalromaner. 
Willy Josefsson växte upp i Ängelholm och är senare bosatt i Lund. Han gjorde sin debut som journalist på kvällstidningen Göteborgs-Tidningen i Göteborg, men arbetade senare på Sveriges Radio i Malmö som redaktör för OBS Kulturkvarten. 
Hans första detektivroman, Död skörd, kom ut 1996 medan han fortfarande jobbade på Sveriges Radio. Övervintraren kom ut 2007 och är hans nionde och senaste roman. Handlingen i romanerna är ofta förlagd till nordvästra Skåne och Lund. Josefssons kriminalromaner har rönt framgångar i Sverige, Tyskland, Nederländerna, Österrike och Schweiz.
Han var gift med Cecilia Bornäs till hennes död 2012.